# Privatni životi Pippe Lee (2009.)
Privatni život Pipe Lee je američki dramski film iz 2009.g. koji je napisala i režirala Rebecca Miller. Scenarij se temelji na njenom istoimenom romanu. Film je premijerno prikazan 9. veljače 2009. na 59. Berlinskom filmskom festivalu, te prikazan na Sidnejskom filmskom festivalu i Edinburškom filmskom festivalu prije početka prikazivanja u Velikoj Britaniji 10. srpnja. Nakon Internacionalnog filmskog festivala u Torontu, film se počeo prikazivati u SAD-u 27. studenog 2009.